# 信濃日出號·信濃日落號列車
信濃日出號（日语： Shinano Sanraizuto gō */?）和信濃日落號（日语： Shinano Sansettoto gō */?）是由信濃鐵道營運的快速列車。途經信濃鐵道線和信越本線。

## 概要
「信濃日出號」和「信濃日落號」的前身是信越本線部分區間轉換為信濃鐵道前的1989年3月，當時使用189系、489系、165系或169系電動列車行走「早上Liner」和「Home Liner」。「早上Liner」是在早上行走的下行班次，從輕井澤站前往長野站，「Home Liner」是在晚上行走的上行班次，從長野站前往小諸站。後來，當信濃鐵道接管後，班次與時間表仍然不變，但是車輛統一使用169系。另外，該列車仍然由信濃鐵道的乘務員負責行駛JR東日本區間（篠之井站至長野站之間）。列車類別，市面發售的《JR時刻表》中，仍然以「快速」標記該列車。在2020年起，SR1系的列車類別顯示器中會標示「特別快速」。另外，部分車站的列車資訊中，該列車會標示為「收費快速」。

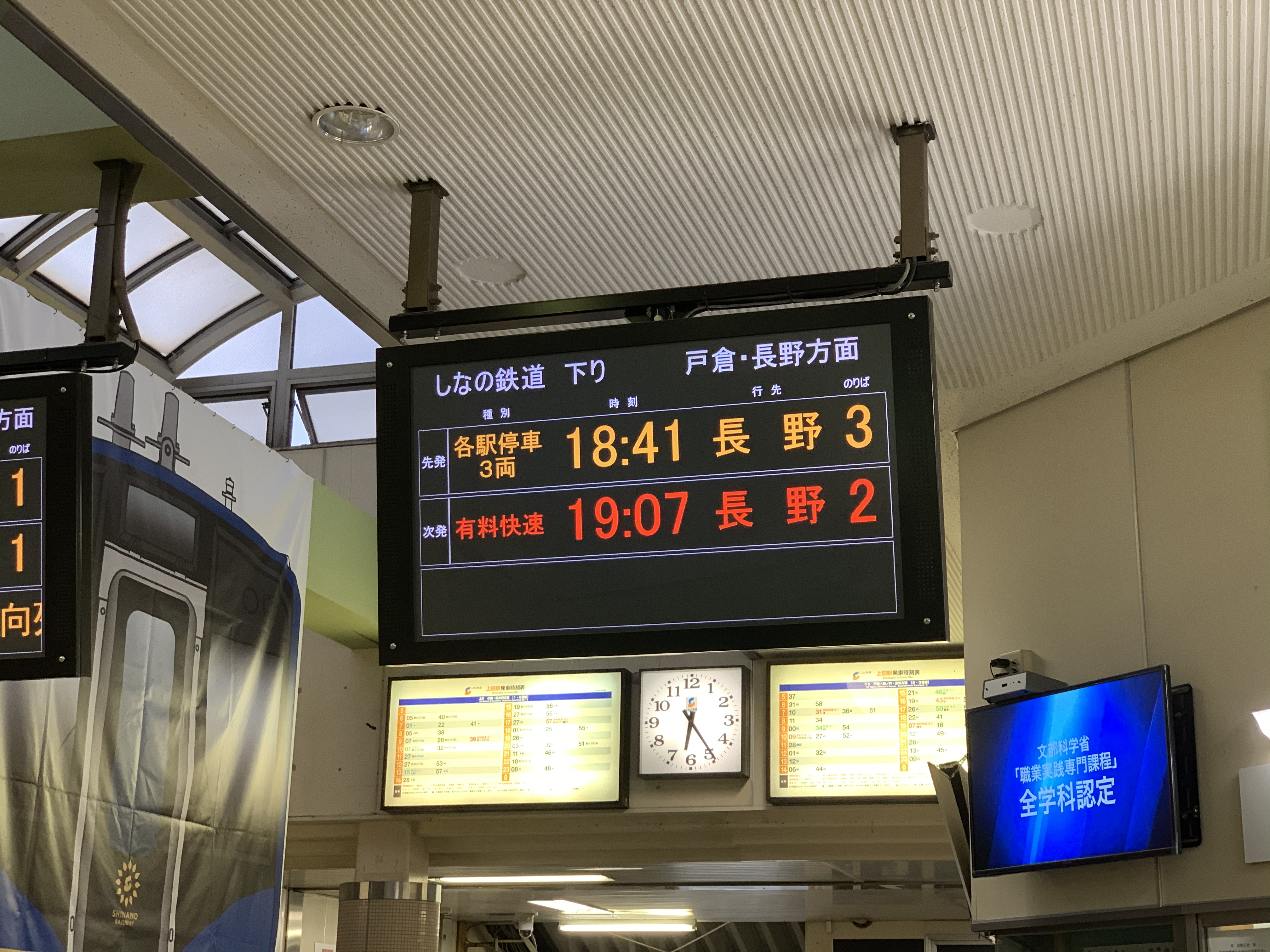
在上田站的列車資訊牌中，該列車會標示「收費快速」
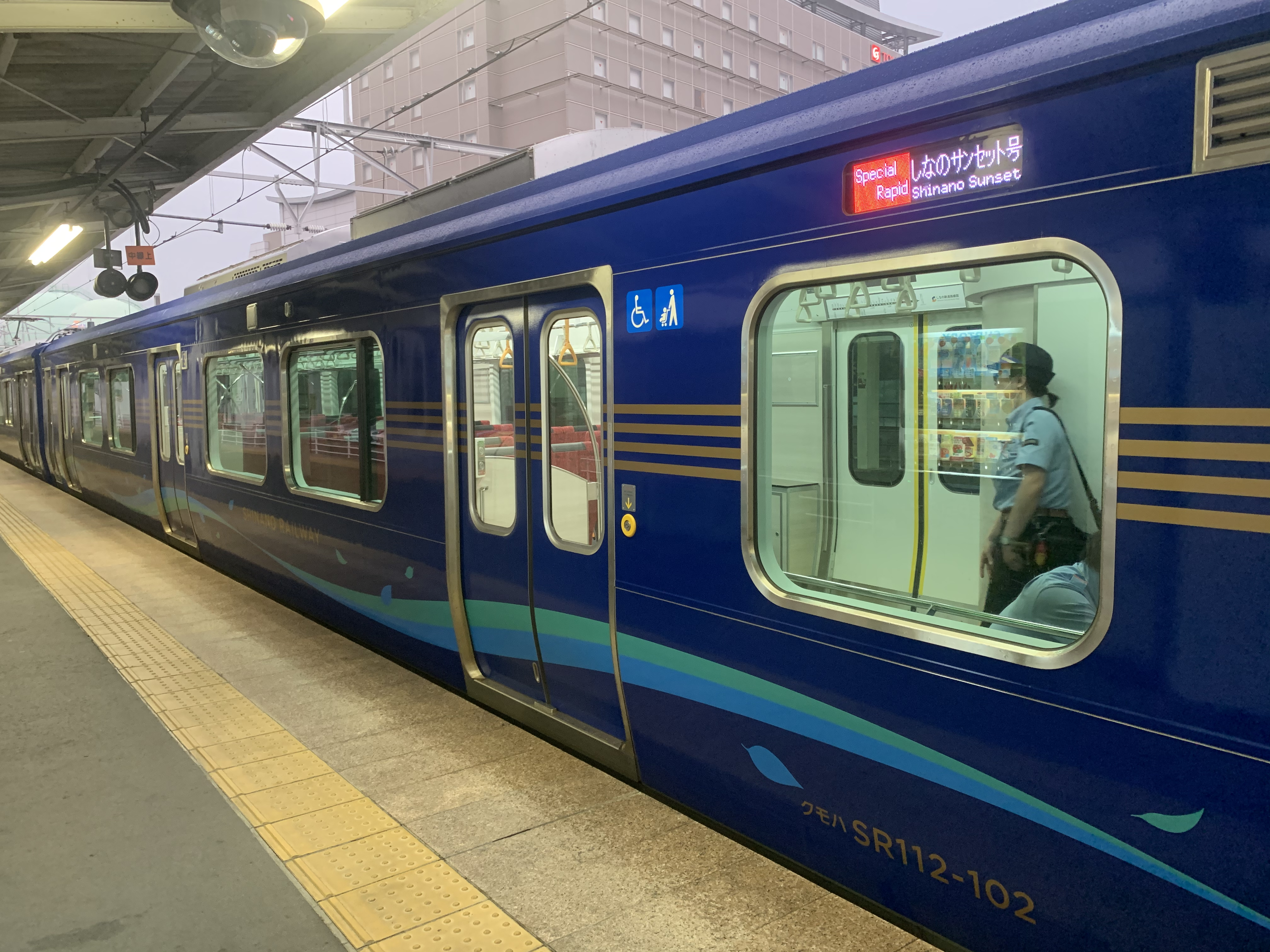
在SR1的列車類別顯示器中會標示「Special Rapid」（特別快速）

## 運行概況
「信濃日出號」設有1班從小諸前往長野的班次。「信濃日落號」設有2班上行，1班下行班次，行走於上田至長野之間。曾經「信濃日落號」沒有下行班次，在2020年3月14日時間表修正中新增下行班次。

### 停車站
（小諸站 → （中途各站停車） →） 上田站 − 長野站
- 下行列車的停車站為小諸站至上田站之間各站和長野站。上田站至長野站之間不停站。在2023年3月18日時間表修正前，「信濃日出號」的不停站區間包含小諸站至上田站之間。
- 上行列車的停車站只有上田站，中途不停站。
- 與「輕井澤渡假號」同樣。「信濃日出號」和「信濃日落號」通過篠之井線的轉乘站篠之井站[註 3]。

## 乘車制度的變遷

### 現況
在2020年7月6日起，乘客乘車時需要持有座位指定券，費用為300日圓（大小同價）。該券除了在上田站、小諸站和車內發售外，還可以在信濃鐵道官方網站中，使用信用卡預訂座位指定券。如果乘客只乘坐小諸站至上田站之間，則不需要持有座位指定券也可乘車。

### 2023年修正前
在2023年3月17日前，小諸站至上田站之間也需要座位指定券才能乘車。座位指定券費用方面，小諸站 → 上田站之間為300日圓，小諸站 → 長野站之間為400日圓。

### 2020年修正前
自2015年3月14日廢除乘車整理券，乘客只需要乘車券便可乘車。

### 2015年修正前
在開始運行至2015年3月13日，乘客乘坐上田站至長野站之間時，除了乘車券外還需要乘車整理券。在2011年，「信濃日落號」雖然使用115系行走，但是費用不變。另外，由於該列車不是定員制，因此乘車整理券沒有發售數量限制。
「信濃日出號」的乘車整理券可於小諸站至上田站之間各站剪票口或車內購買。「信濃日落號」的乘車整理券可於列車離開長野站外，於車內購買。另外，曾經設有「信濃日出號1個月平日定期券」和「信濃日落號1個月平日定期券」兩款通票，可於各站購買，這兩款通票可以在指定期間無限次乘坐「信濃日出號」和「信濃日落號」，那兩款通票在2015年廢除。

## 使用車輛
除非特別標明，否則所有電動列車均來自信濃鐵道。

### 現時的使用車輛
- SR1系
  - 在2020年開始運行。由於配備橫置雙人座位和杯架而稱為「Liner車輛」。

### 曾經使用車輛
- 115系
  - 在2011年至2020年之間使用。該列車不是一人控制。在2020年6月被更換為SR1系，自此不再行走「信濃太陽Liner」等收費快速列車。
- 189系（日语：国鉄183系電車）（JR東日本）
  - 在部分時期曾經使用該車輛行走「信濃日出號」和「信濃日落號」。該車輛是來自長野綜合車輛中心，以6卡編成行走。當時由於169系不能夠行走於篠之井站至長野站之間，因而改用189系。189系行走「信濃日落號」的時期只限2011年7月至8月，「信濃日出號」在2011年8月後還繼續行走。在2015年3月13日，信越本線長野站以北部分區間由信濃鐵道接管的前日不再使用189系行走。
- 169系
  - 基本上，169系會在平日行走「信濃日出號」，當時以9卡編成行走（3抽3卡編成）。也會於平日行走「信濃日落號」和星期六及假日行走「信濃日出號」，以3至6卡編成行走。在2011年7月1日起，由於信越本線篠之井站至長野站之間採用新的保安基準與保安装置(緊急制動裝置（日语：EB装置）)，因此169系不能夠繼續於該區間上行走，在2011年6月30日最後一天行走「信濃日出號」和「信濃日落號」。

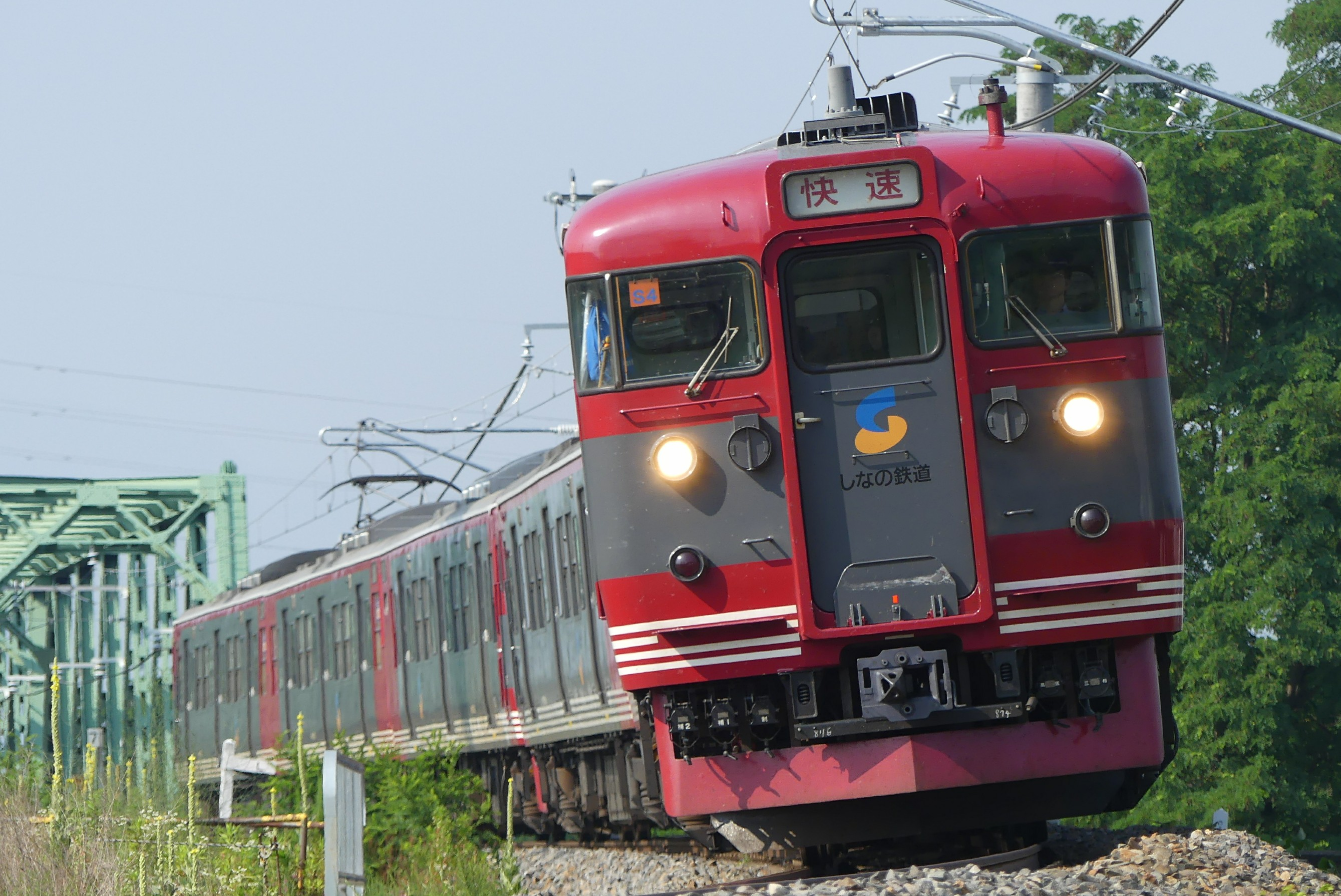
115系「信濃日出號」
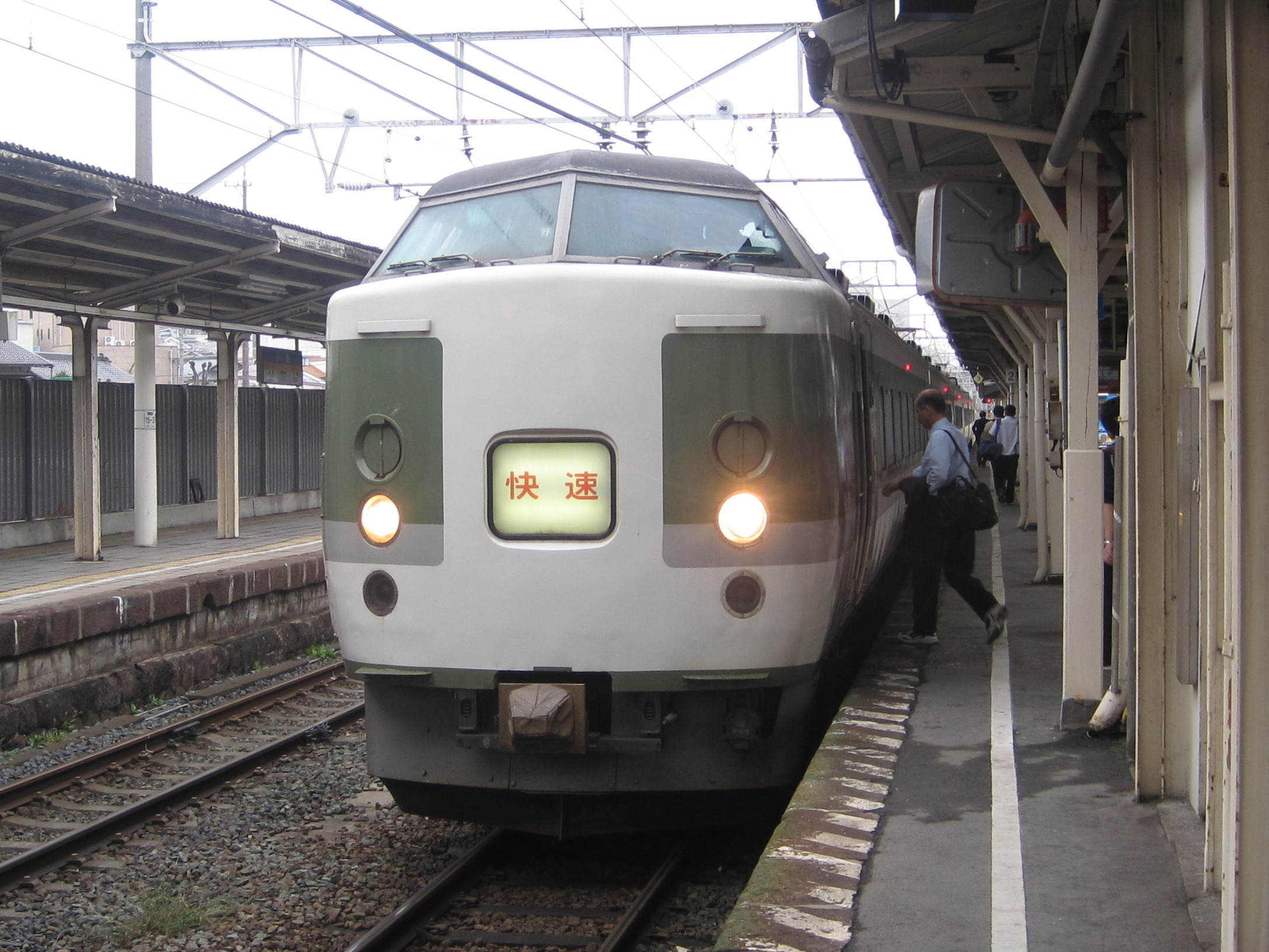
189系「信濃日出號」
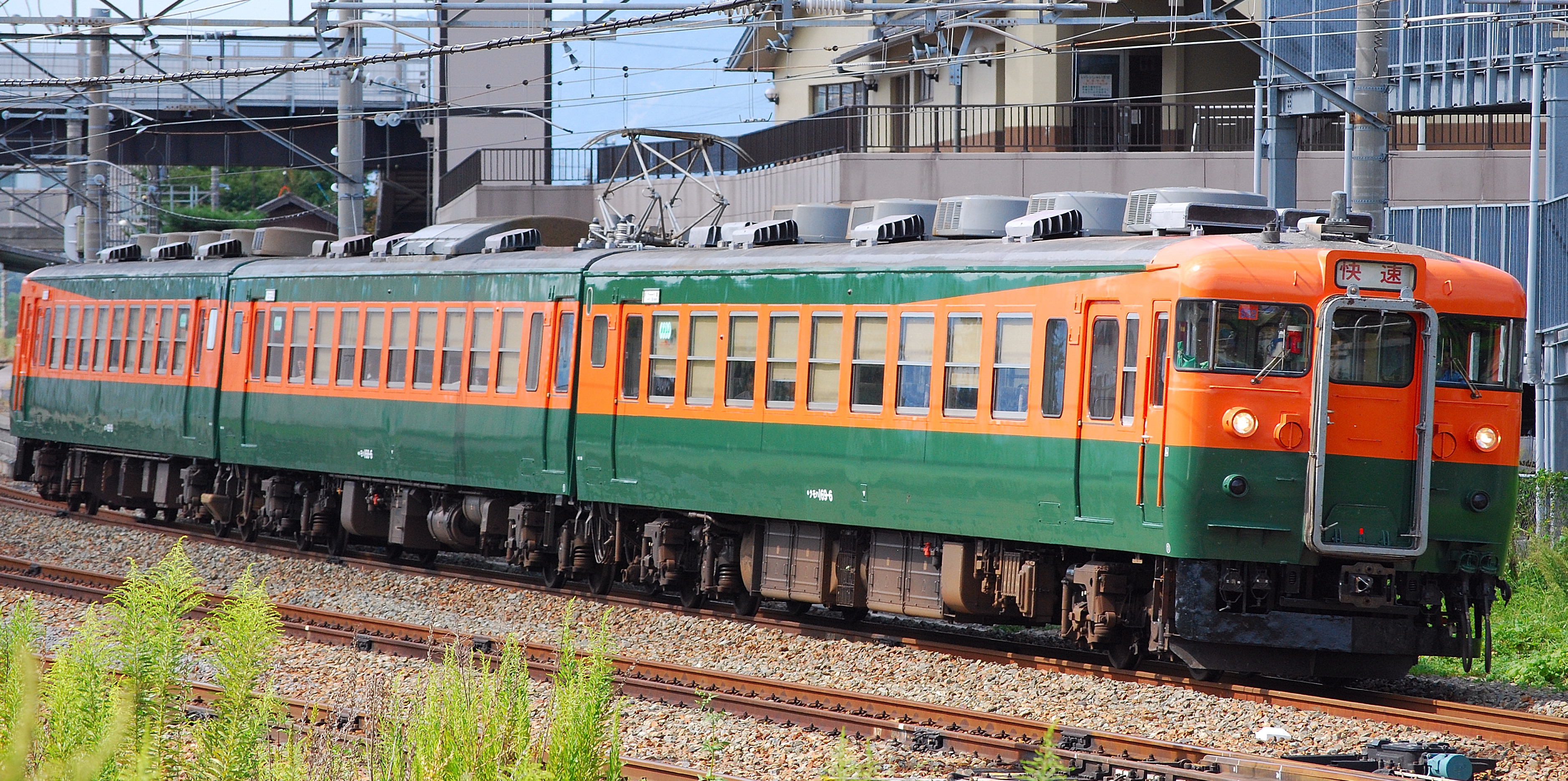
169系「信濃日落號」

## 歷史
- 1998年（平成10年）12月8日：實施時間表修正，開設從輕井澤站前往長野站的快速「信濃太陽Liner」[3]。輕井澤站至上田站之間各站停車，上田站至長野站之間不停站行走[3]。當初平日使用169系9卡編成行走，星期六及假日使用169系以6卡編成行走。
- 2002年（平成14年）
  - 3月29日：大屋站至上田站之間開設信濃國分寺站，「信濃太陽Liner」通過該站。
  - 12月1日 ：實施時間表修正，設有以下變更。
    1. 「信濃太陽Liner」改名為「信濃日出號」。起點站由輕井澤站改為小諸站，輕井澤站至小諸站之間不再行走。在小諸站至上田站之間，除了信濃國分寺站外各站停車，上田站至長野站之間不停站行走。
    2. 於黃昏開設從長野前往輕井澤的快速「信濃日落號」（日语：」。在長野站至小諸站之間中途只停靠上田站。在小諸站至終點輕井澤站之間各站停車。
- 2004年（平成16年）3月13日：實施時間表修正，「信濃日出號」開始停靠信濃國分寺站。但是信濃國分寺站月台長度只可容納6卡車廂，因此平日以9卡編成的班次停靠該站時，車尾3卡會實施選擇性車門操作。
- 2005年（平成17年）12月10日：實施時間表修正，「信濃日落號」增加1班，新增的班次在平日晚上7時時段出發。長野站於晚上6時時段出發的班次編號定為2號，晚上7時時段出發的班次編號定為4號。2號和4號的終點站改為上田站，不再行走上田站至輕井澤站之間。
- 2011年（平成23年）
  - 7月1日：JR區間（篠之井站至長野站之間）使用新的保安標準和保安裝置（緊急制動裝置（日语：EB装置）)），由於169系沒有搭載相關裝置，因此不能夠在該區間上行走。「信濃日出號」和「信濃日落號」的使用車輛變更為JR東日本189系。
  - 8月1日：「信濃日落號」的使用車輛變更為115系。
- 2015年（平成27年）3月14日：「信濃日出號」的使用車輛變更為115系。另外，乘客不需要乘車整理券也可乘坐「信濃日出號」和「信濃日落號」，「信濃日出號1個月平日定期券」、「信濃日落號1個月平日定期券」中止售賣[2]。
- 2020年（令和2年）
  - 3月14日：「信濃日出號」小諸站至上田站之間也變為不停站區間。另外，新增「信濃日落號」下行1班。
  - 7月6日：「信濃日出號」和「信濃日落號」開始使用SR1系行走，乘車時需要座位指定券（日语：座席指定券）。
- 2023年（令和5年）3月18日：「信濃日出號」在小諸站至上田站之間各站停車，只乘坐該區間的乘客可以不需持有座位指定券[1]。

## 注腳

## 外部連結
- 信濃鐵道株式會社 （页面存档备份，存于）（日語）